# 旅歌ダイアリー2
『旅歌ダイアリー2』（たびうたダイアリー・ツー）は、日本のシンガーソングライター・ナオト・インティライミが2017年11月22日にユニバーサルシグマから発売した2枚目のコンピレーションアルバムである。